# Storia dei jeans

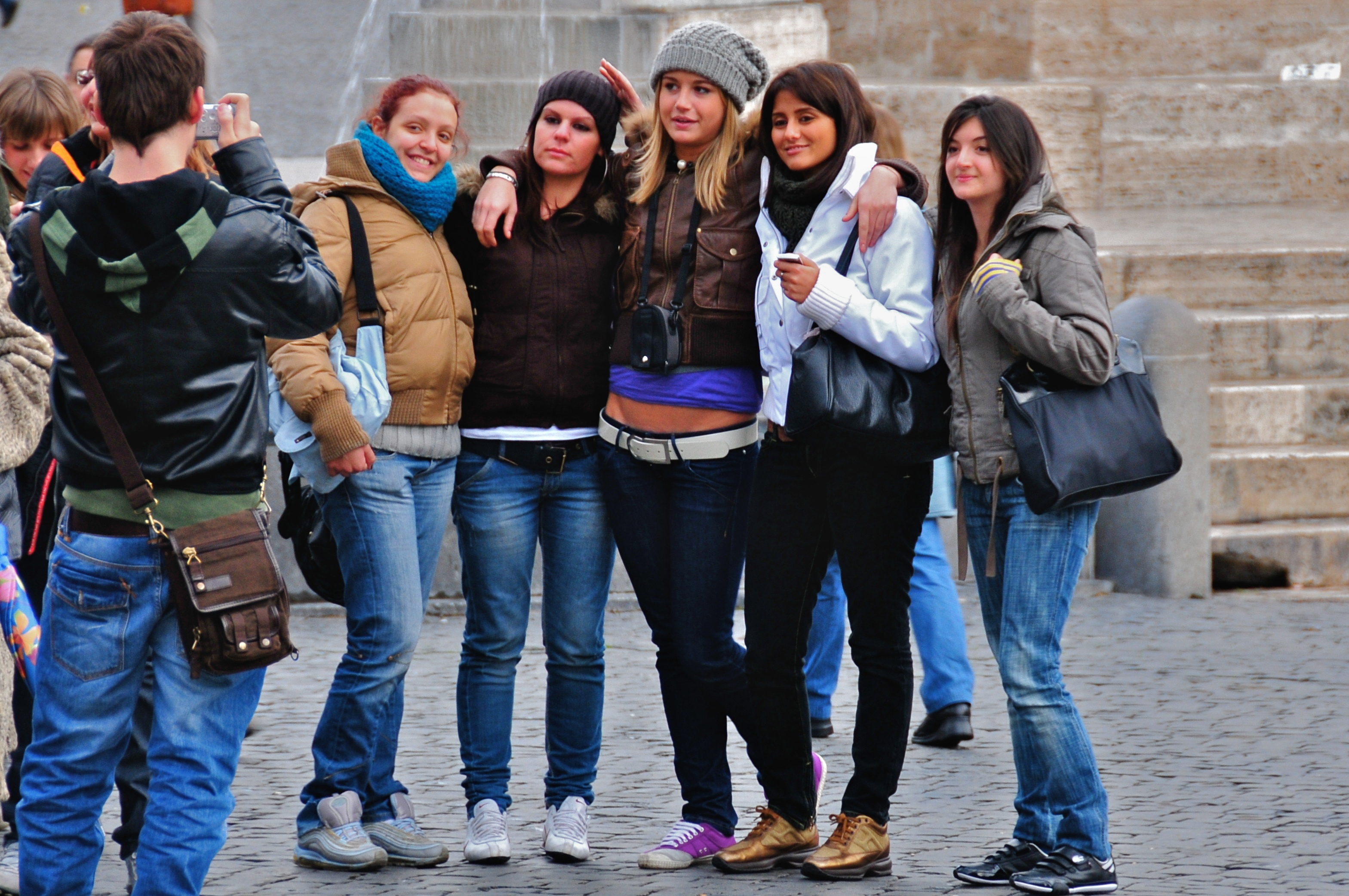
Un gruppo di ragazze scattano delle fotografie in jeans a Roma

I jeans sono un tipo di pantaloni realizzati in denim o in salopette. Spesso il termine “jeans” si riferisce a un particolare stile di pantaloni, chiamato “blue jeans”, con l'aggiunta di rivetti in rame per le tasche, aggiunti da Jacob W. Davis nel 1871[1] e brevettato da Davis e Levi Strauss il 20 maggio 1873. Prima del brevetto, il termine “blue jeans” era già in uso da tempo per vari indumenti (tra cui pantaloni, tute e cappotti), costruiti in denim di colore blu.[2]
Il termine “jeans” si riferisce anche a un tipo (storico) di tessuto robusto comunemente realizzato con un ordito di cotone e una trama di lana (noto anche come “panno Virginia”). Anche il tessuto dei jeans può essere interamente di cotone, come il denim. Originariamente progettati per i minatori, i jeans moderni sono stati resi popolari come abbigliamento casual da Marlon Brando e James Dean nei loro film degli anni Cinquanta, in particolare Il selvaggio e Gioventù bruciata,[3] facendo sì che il tessuto diventasse un simbolo di ribellione tra gli adolescenti, soprattutto tra i membri della sottocultura greaser. A partire dagli anni Sessanta, i jeans sono diventati comuni tra le varie sottoculture giovanili e successivamente tra i giovani della popolazione in generale. Oggi sono uno dei tipi di pantaloni più popolari nella cultura occidentale. I marchi storici sono Levi's, Lee e Wrangler.
I jeans hanno fatto la storia di intere generazioni e rappresentano l'icona dell'abbigliamento casual per eccellenza: indossati prima solo dai ragazzi e dai giovani adulti, ora i pantaloni di tela blu, anche se poi con gli anni sono state introdotte tutte le varianti del caso, occupano un posto negli armadi pressoché di chiunque.

## Dal fustagno ai jeans

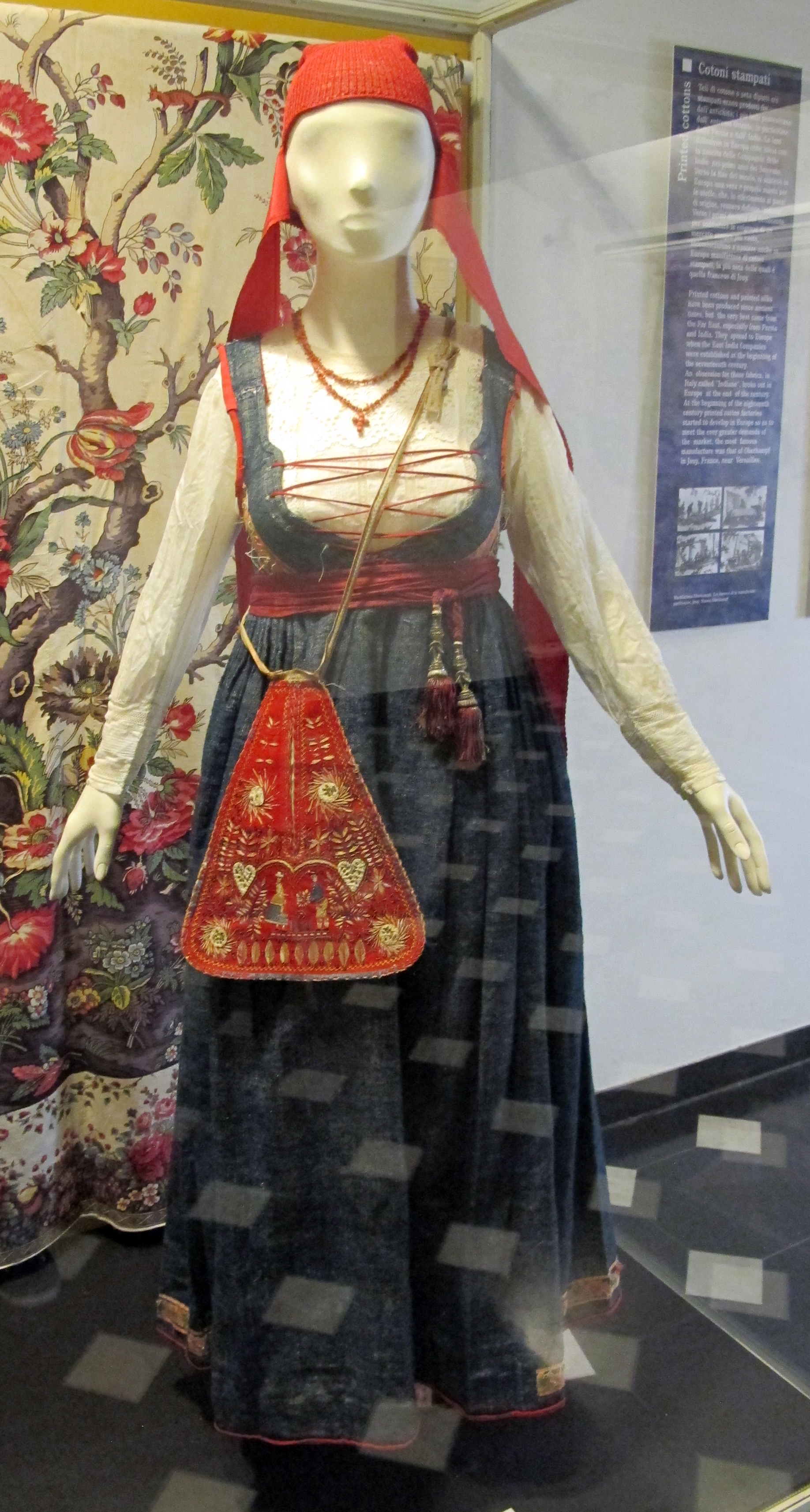
Un vestito tradizionale femminile genovese in "jeans" della fine del XIX secolo

La primogenitura in fatto di fabbricazione dei jeans viene ricondotta storicamente, ma in maniera non sempre univoca, alla città di Genova o al Genovesato in genere, in virtù della grande tradizione tessile che fin dal Medioevo ha costituito un'importante voce nelle esportazioni liguri di manufatti (come velluti di Zoagli e damaschi di Lorsica) realizzati su materie prime locali oppure importate: tessuti di lana, di seta, di lino, di cotone o di fustagno.
Già nel XV secolo la città di Chieri (Torino) produceva un tipo di fustagno di colore blu che veniva esportato attraverso il porto antico di Genova, dove questo tipo di "tessuto blu" era usato per confezionare i sacchi per le vele delle navi e per coprire le merci nel porto. Considerando che all'epoca si usava dare ai tessuti il nome del luogo di produzione, si ritiene che il termine inglese blue-jeans derivi direttamente dalle parole bleu de Gênes ovvero  blu di Genova  in lingua francese.
Secondo altre versioni i pratici e resistenti "calzoni da lavoro" erano in tempi remoti cuciti con tela di Nîmes (de nimes e poi denim) di color indaco ed erano indossati dai marinai genovesi. Nîmes era la concorrente diretta di Chieri nella produzione di questo tessuto.
In ogni caso sembra certo che la trasformazione da pezzi di tela a indumento avvenne proprio nella città di Genova.
Un altro antesignano del tessuto denim viene identificato nel bordatto ligure, una tela particolarmente resistente che veniva prodotta nei secoli scorsi per confezionare abiti da lavoro.
Il termine di lingua inglese jeans è utilizzato fin dal 1567; fu infatti nel XVI secolo che dal porto genovese iniziò la grande esportazione di questo materiale. Il fustagno genovese, di qualità media, alta resistenza e prezzo molto contenuto, tinto con indaco, si era imposto in Europa e in particolare tra i mercanti inglesi, insieme al fustagno di Ulma in Germania.

### Nell'Ottocento la nascita del jeans moderno

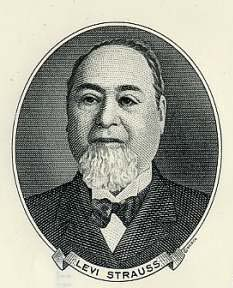
Levi Strauss

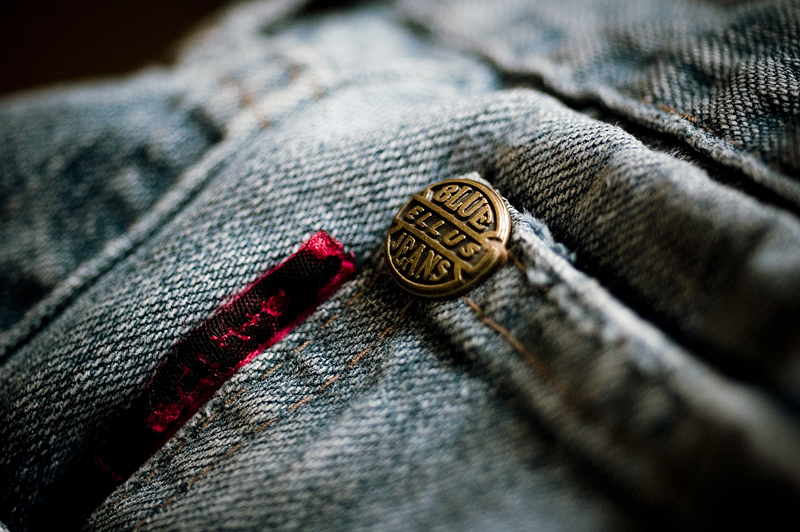
Jeans in denim, con un rivetto in rame per rinforzare la tasca

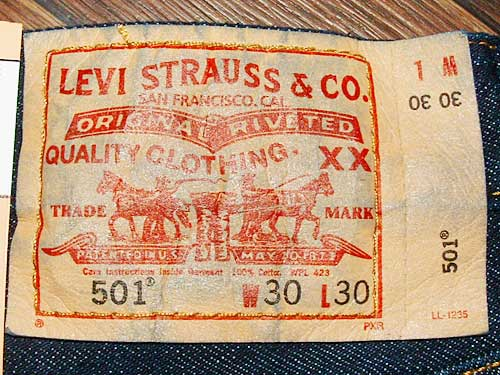
La classica etichetta del jeans Levi's 501

Nel 1853, in seguito alla scoperta dell'oro in California, Levi Strauss per vendere capi d'abbigliamento utili ai cercatori d'oro, fondò a San Francisco la Levi Strauss & Co., che è oggi con il marchio "Levi's" e il mitico modello "501" l'azienda con la quota maggioritaria nella vendita dei jeans. Comprò anche dei tessuti per le tende che poi utilizzò per fabbricare dei grembiuli da lavoro. Questi ultimi inizialmente erano poco resistenti e scomodi. Strauss provò a migliorarne le qualità utilizzando il denim, un tessuto resistente, pesante e di colore blu.
Il moderno jeans in denim fu inventato nel 1871 dal sarto Jacob Davis, che aggiunse ai pantaloni in denim i rivetti in rame per rinforzare i punti maggiormente soggetti ad usura, come le tasche, particolarmente riempite dai cercatori d'oro e dai minatori. Fu brevettato il 20 maggio 1873 dall'US Patent and Trademark Office (ufficio brevetti americano) con il N. 139.121, "for improvement in fastening pocket openings" (miglioramenti nella chiusura delle tasche), dopo che si mise in società con Levi Strauss, non disponendo dei 68 dollari necessari per la pratica di registrazione.
Erano chiamati waist overalls, avendo la funzione di coprire il vestiario abituale durante il lavoro e proteggerlo dallo sporco. La Levi's poté così produrre in esclusiva, i pantaloni di robusto cotone tenuti insieme, oltre che dai punti del cucito tradizionale, anche da rivetti metallici, appena brevettati, che divennero la divisa degli operai della ferrovia transamericana, dei "miners", dei cowboy ed ebbero un immediato successo: il modello originale aveva cinque tasche.
A partire dal 1890, quando il tessuto "jeans" diventa sinonimo di pantalone e il tessuto del pantalone prende il nome di denim, scaduto il brevetto, qualunque produttore può liberamente realizzare calzoni simili in tutto e per tutto agli overalls brevettati: i principali sono Harry David Lee e C.C. Hudson, oggi noti rispettivamente con le marche Lee e Wrangler. Sempre nel 1890 fu aggiunto il taschino per l'orologio e le monetine.

### Novecento

#### Da indumento di lavoro ad abito di moda
Nel 1905 ai jeans fu aggiunta la seconda tasca posteriore. I passanti per la cintura sarebbero stati applicati solo nel 1922, mentre nel 1926 la «zip» sostituì i tradizionali bottoni (i bottoni per le bretelle vennero definitivamente aboliti solo nel 1937). Nel 1935 viene lanciato il primo jeans da donna. Nel 1937 appare per la prima volta sulle pagine di Vogue, entrando così nella storia della moda.
La Seconda guerra mondiale creò negli Stati Uniti una eroina in denim. Era chiamata "Rosie the Riveter" (Rosy la Rivettatrice), e diventò il simbolo, autentica icona nazionale dei sei milioni di donne americane che avevano sostituito nelle fabbriche di aerei, carri e cannoni, gli uomini andati in guerra. Il ritratto più famoso lo fece il pittore, illustratore, Norman Rockell, che ritrasse la modella Mary Doyle Keefe, raffigurandola come una poderosa Rosie, in jeans con i bordi arrotolati e maglietta blu mentre si riposa, mangiando un panino e tenendo un compressore sulle ginocchia, come se fosse un mitra.
Fino al conflitto il jeans rimane un abito da lavoro, usato dai ricercatori d'oro e dai minatori, dai cowboy, dagli operai e dai contadini, dai meccanici e dai muratori, per poi diventare, nel dopoguerra, un indumento da tempo libero.

##### L'arrivo in Europa
In Europa il jeans arriva alla fine della Guerra, insieme al prestigio delle truppe armate americane vincitrici, che li usavano nel tempo libero e con i turisti americani. I primi Levi's sarebbero stati commercializzati nel 1959. Nel 1962 la Blue Bell, oggi Wrangler, aprì la sua prima fabbrica in Belgio, e nel 1964, ancora in Belgio, cominciò a funzionare il primo stabilimento della Lee. In seguito, sempre in Belgio (nelle Fiandre) avrebbe aperto un proprio centro anche la Levi Strauss.
Eppure qualche jeans autenticamente europeo era in circolazione già da tempo. In Francia, la giovane imprenditrice Rica Levy aveva fondato nel 1928 quella che sarebbe diventata poi la Rica Lewis. All'inizio nella sua azienda venivano confezionati capi d'abbigliamento (anche in denim) per le Forze Armate, poi, dal 1945, si fecero anche i jeans. In Germania il marchio Mustang risale al 1932. Adesso il suo logo rappresenta un doppio cavallo al galoppo, ma all'inizio c'era un elefantino. In Inghilterra i Lee Cooper sono comparsi invece nel 1937, ma il marchio è nato addirittura nel 1908. A dare un aiuto alla diffusione del jeans fu paradossalmente proprio la penuria di stoffe che si era verificata nel corso della Seconda Guerra Mondiale, e nei tempi immediatamente successivi. Come altri beni, i tessuti erano razionati e potevano essere acquistati grazie a particolari «buoni». "Ogni inglese aveva a disposizione 30 coupon all'anno per vestirsi, ma correva il rischio di esaurirli in fretta: per un abito da uomo ci volevano infatti 26 tagliandi, per un vestito da donna 16. Ma gli abiti da lavoro e i jeans si potevano avere in cambio di un solo coupon! Ovvio che questi ultimi andassero a ruba."

##### Anni '50

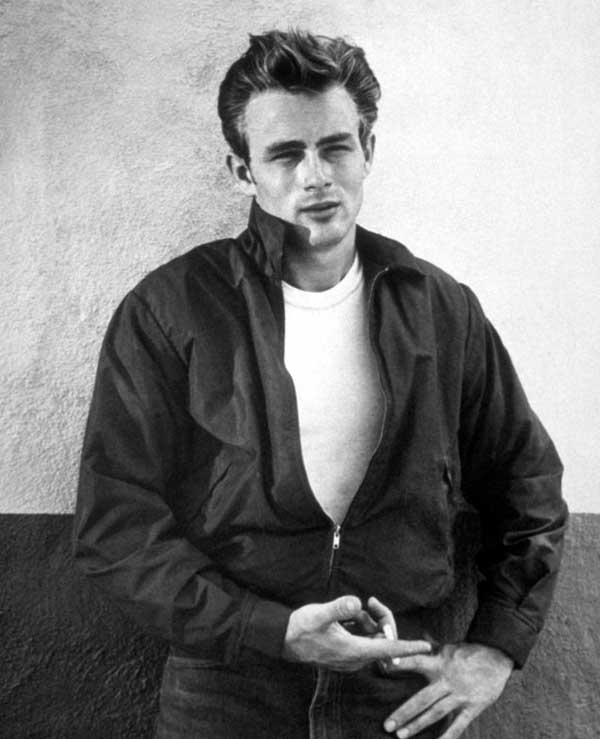
James Dean nel 1955 sul set di Gioventù bruciata

Poco dopo gli anni cinquanta i jeans conquistano il mondo dei giovani ed entrano nelle loro case insieme ai primi idoli del cinema e del rock and roll: sono indossati color blu scuro da James Dean in Gioventù bruciata con giacca a vento rossa, t-shirt bianca e sigaretta, quelli neri Levi's 501 button fly (cioè con i bottoni e non con la cerniera lampo) da Marlon Brando in Il selvaggio (film che ebbe un grande successo, e definì il modello estetico del "bad boy") in sella ad una potente motocicletta con giubbino di pelle nera Schott NYC Perfecto 618, maglietta bianca e da Elvis Presley e Bob Dylan durante i loro concerti. Grazie anche alla loro pettinatura moderna con la brillantina, questi personaggi diventano un'icona dell'immaginario giovanile. In questo periodo le aziende produttrici si impegnano a pubblicizzare il prodotto e a rimuovere in qualche modo quell'associazione negativa tra jeans e il mondo eversivo delle subculture giovanili che li rendevano non accettabili agli occhi delle fasce medie, borghesi dei consumatori.

##### Anni '60
Negli anni sessanta della "contestazione globale", dalle rivolte studentesche del 1968 in poi, i blue jeans, anche per la semplicità e l'essenzialità delle loro forme, espressero in maniera concreta il rifiuto, da parte soprattutto del mondo giovanile, delle convenzioni sociali, dell'abbigliamento formale e alla moda che rispecchiava le differenze esistenti fra le diverse classi sociali e i differenti ruoli sociali: i blue jeans si trasformarono quasi in un un'uniforme del mondo giovanile e divennero il simbolo per eccellenza dell' "antimoda", della spinta egualitaria presente nelle nuove generazioni e che univa in un progetto ideale comune tanto gli studenti che gli operai." Il jeans assume quindi una valenza politica diventando il simbolo di contro cultura, di contestazione diventando una divisa per gli aderenti ai movimenti per i diritti civili ed il simbolo della ribellione giovanile, delle bande, della voglia dei giovani di prendere le distanze dall'ipocrisia del mondo adulto. È l'epoca dei cortei contro la guerra del Vietnam. "Man mano, infatti, che i blue-jeans divennero un indumento di massa persero in parte le originarie caratteristiche di comodi capi di abbigliamento da usare durante faticosi lavori manuali e seguirono, pur essendo simboli dell' "antimoda", i dettami della moda che, come è noto, non sempre coincidono con le esigenze di praticità e comodità dell'abbigliamento."
Solo in questo periodo i teenagers entrano nei negozi di abbigliamento e, per la prima volta, chiedono di vedere un paio di “blue jeans”. Nasce così, dopo quasi un secolo dal suo debutto ufficiale, il neologismo che da allora distingue questo capo di vestiario. I ragazzi puntavano ad ottenere dai loro pantaloni un aspetto sexy e per questa ragione, anche a scapito della libertà di movimento o di un uso funzionale, desiderano ridurre al minimo la distanza fra l'epidermide e la loro "seconda pelle" di denim, eliminando il più possibile ogni strato di biancheria. "Shrink to fit" è stato lo slogan pubblicitario utilizzato dalla Levi's durante questa moda "flesh-squeezing" (stringicarne), durante la quale i blue-jeans divennero attillati, molto aderenti al corpo, quasi una seconda pelle tesa ad evidenziare i contorni degli organi sessuali e che comportava anche un processo di vestizione complicato e a tratti doloroso.

##### Anni '70
Alla fine degli anni settanta, col declino della contestazione, le varie griffe si impadroniscono del jeans, quale capo di abbigliamento elegante. In questo periodo il famoso pantalone si diffonde tra i giovani di tutto il mondo e diventa il loro pantalone preferito, il più portato in assoluto. Con la "creatività" hippy si diffondono i jeans sfrangiati e dipinti, larghi al polpaccio e stretti in alto "a zampa d'elefante" (che era allora preferita nel campo dell'abbigliamento) o al contrario larghi in alto e stretti sul polpaccio "alla cavallerizza", tutti larghi o "giusti".

##### Anni '80-'90
A partire dagli anni ottanta qualsiasi ditta di abbigliamento produce una propria linea di jeans prêt-à-porter visto che sono preferiti quelli firmati come vuole la tendenza yuppie, diventando non più solo un capo per i giovani e per il tempo libero, ma un oggetto di lusso. Tra la fine degli anni '80 e l'inizio degli anni '90 i blue-jeans vengono riscoperti ed assumono sempre più le caratteristiche del denim, che riveste concretamente in tutte le sue sfumature il tempo libero individuale e che può essere interpretato in maniera personalizzata, con l'aggiunta di decorazioni, materiale di vario tipo (perline, brillantini, spille). I jeans, tuttavia, in un certo senso sono già nati «personalizzati» o «firmati» (con il marchio di un noto stilista): il consumatore era abituato all'etichetta cucita sopra la tasca posteriore destra dei blue-jeans di produzione Levi-Strauss. Con il passare degli anni l'etichetta è diventata un elemento caratteristico, imprescindibile, di quel capo; applicare un'etichetta firmata di uno stilista ai jeans, quindi, può essere considerato, un uso coerente con l'immagine tradizionale di questi pantaloni.
Negli anni novanta in seguito alla comparsa della fibra elastan (o lastex) si ottennero sempre gli effetti di esibizione sessuale degli anni'60, ma con più naturalezza e minori sacrifici. E i jeans furono riportati alla loro immagine originaria,in cui il restringimento sul corpo "shrink to fit" era importante sì, ma senza eccessi.

#### I jeans in Unione Sovietica
I primi jeans comparvero nell'allora Unione Sovietica nel 1957, in occasione Mosca del Festival Internazionale della Gioventù e degli Studenti che fu ospitato a Mosca, permettendo così al popolo sovietico di conoscere per la prima volta il denim. I jeans divennero ben presto qualcosa di più di un semplice capo di abbigliamento diventando un simbolo di libertà e successo. All’epoca la gente poteva vestire come voleva, tuttavia, possedere nel proprio armadio un paio di jeans di marca significava essere in buone condizioni economiche. Il governo cercò di contrastare la loro diffusione. Essi vennero proibiti e chi li indossava poteva rischiare persino di essere espulso dall’università o perdere il posto di lavoro. Queste misure non fecero, tuttavia, che accrescere l’interesse per questo capo.
I primi a sfoggiarli furono i marinai, i figli di diplomatici e i piloti. Li importavano direttamente dall'estero: spesso dovevano indossarne direttamente diverse paia, sotto larghi pantaloni di tela, per poterli fare entrare nel paese. Più tardi cominciarono a essere associati alla cultura hippie e la gente iniziò a cucirvi nella parte inferiore dei triangoli di stoffa così da trasformarli in moderni pantaloni a zampa d’elefante.
I contrabbandieri furono i primi "squali del mercato libero” nell’Urss. La propaganda sovietica li rese praticamente i principali nemici del cittadino sovietico. A causa della loro attività rischiavano non solo di cadere nell’ostracismo sociale, ma anche di finire in carcere. Spesso, per evitare problemi con la legge, invece di rivendere la loro merce si limitavano a scambiarla con altri beni altrettanto difficili e rari da trovare sul mercato. Il baratto, infatti, non era vietato nell’Urss (a differenza delle operazioni con valute estere). Molti dei maggiori imprenditori russi di oggi, da Tinkov ad Ajzenšpis, iniziarono la loro carriera dedicandosi proprio al contrabbando di jeans. Nel 1961 due contrabbandieri, Rokotov e Fajbisenko, furono condannati alla pena di morte. Uno dei capi d'accusa era: traffico di jeans. Questa storia viene tuttora ricordata dal momento che in loro onore in America è comparsa una marca di jeans con i loro nomi: Rokotov&Fainberg.
La marca più popolare di jeans negli ultimi anni dell'Urss era Montana. Questo marchio esiste realmente in Germania, dove è stato registrato nel 1976, tuttavia gli storici della moda non sono concordi sull'origine dei jeans Montana sovietici. Venivano con ogni probabilità fabbricati clandestinamente nel Sud dell'Urss e poi distribuiti sul mercato. Ciò che di più piaceva di questi jeans era il fatto che erano talmente rigidi e duri che rimanevano letteralmente in piedi in un angolo. Altre marche popolari erano Levi’s, Wrangler, Lee e Jesus, nonostante i loro jeans fossero piuttosto costosi, costando infatti 100 rubli, l’equivalente di uno stipendio di un ingegnere sovietico, continuavano a rappresentare l'oscuro oggetto del desiderio. Gran parte della popolazione comprava invece jeans provenienti dall'India o dalla Polonia. La marca era ciò che provava la qualità dei jeans. Gli amanti della moda, tuttavia, si divertivano a cambiare loro le etichette. Alla fine degli anni '80 si iniziarono a diffondere anche le prime marche di jeans sovietiche, come Tver e Vereya, nonostante la loro qualità non fosse delle migliori, giacché per la loro produzione non veniva nemmeno utilizzato il denim. Grande diffusione ottennero poi anche i cosiddetti samostrok, jeans personalizzati che venivano cuciti direttamente in casa.

#### Modelli di jeans

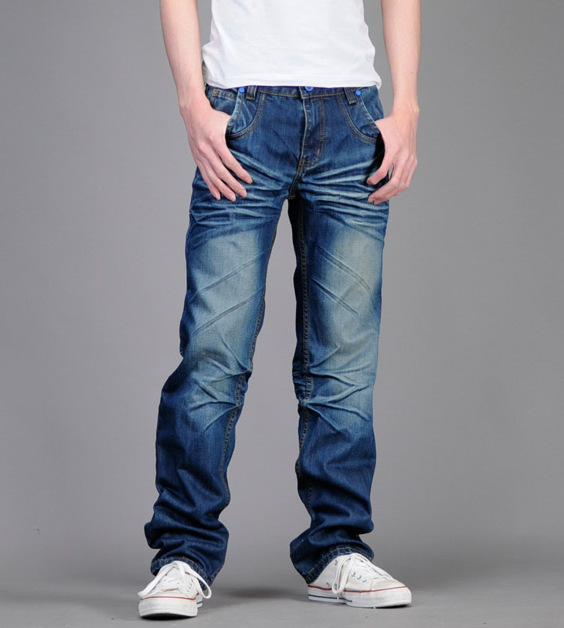
Un paio di jeans slim fit da uomo

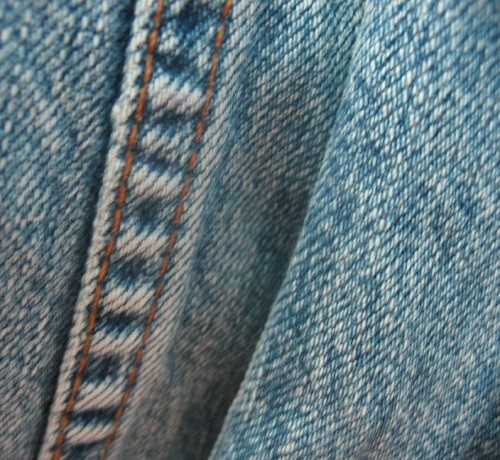
Tessuto vissuto, in zona di cucitura

Alla fine degli anni settanta del XX secolo, con la diffusione su scala planetaria del fenomeno del consumismo, e la conseguente possibilità per molti di concedersi il superfluo, si sono moltiplicate le varianti di questo indumento: al taglio "a campana" (detto anche "zampa di elefante") passato quasi in disuso per lustri (e timidamente tornato negli anni '90) si sono aggiunti il taglio a tubo o sigaretta, il taglio attillato, versioni a cavallo alto e a cavallo basso, e per quanto riguarda i colori oltre a modelli già scoloriti (per sfruttare la moda che li preferiva scoloriti) e di varie tonalità, se ne sono prodotti di tutti gli svariati colori e con i più svariati tessuti.
Dall'inizio degli anni novanta sono di moda anche le versioni vintage, che danno una sensazione di jeans vecchio, per cui le industrie hanno ricercato dei metodi per ammorbidire e invecchiare il tessuto con lo scopo di rendere i pantaloni, seppure appena usciti dalla fabbrica, come usati. In base ai dettami di questa moda, i jeans, più sono strappati, scuciti, sdruciti, più acquistano valore estetico; più hanno un aspetto vissuto e vecchio, più hanno il fascino del capo d’abbigliamento originale di qualche decennio fa e appartenuto, magari, ai propri genitori. Le versioni più prodotte sono quelle delavé, stone washing (il lavaggio con la pietra pomice o altro materiale), di biostone washing (il lavaggio con degli enzimi), di sabbiatura (una levigatura del tessuto con la sabbia), di spazzolatura automatica (intervento con spazzole abrasive). Una variante particolarmente significativa di questo fenomeno di apprezzamento estetico dell'usura nei jeans la si ritrova nel costume di provocare artificialmente quelle zone di differente consumo che sono l'effetto normale della vita "naturale" dei pantaloni. Vennero così artigianalmente schiarite, di solito grattando con la pietra pomice o la carta vetrata, le parti di tessuto corrispondenti al fondo schiena e alle ginocchia, che effettivamente si consumano più del resto per un effetto di attrito; ma spesso anche del cavallo.
Inoltre vi sono i jeans bucherellati, strappati (noti come ripped jeans), aderenti (slim fit e skinny) e quelli dove sono inserite applicazioni colorate di altri materiali e di modelli con inserti di pizzo, strass, piume e pitone che spesso molto più costosi che nella forma semplice.
Vi sono state varianti del taglio: il taschino piccolo a volte a sinistra anziché a destra, le tasche dietro in alcuni modelli si sono espanse, ristrette, o sono scomparse, sono comparse chiusure lampo anche nelle tasche, e si sono prodotti anche modelli con taglio ibrido (con le tasche posteriori da pantalone classico).

### Duemila

#### Il jeans diventa globalizzato
Oggi il jeans, che con la crisi del sistema sovietico, si è aperto in maniera ufficiale e non solo clandestina al mercato dei paesi dell'est e successivamente anche ai mercati asiatici ed africani, è il primo capo globalizzato (e non solo in senso geografico ma totale), con gli innumerevoli modelli e versioni stilistiche del denim. All'abbigliamento differenziato per classi sociali, per età e per sesso, il jeans ha sostituito un capo unico assolutamente indifferenziato e omogeneo, cioè uguale per tutti. Trasversalmente è valido per tutte le classi sociali e tutte le età, è utilizzato con la stessa disinvoltura dalla star del cinema o dello spettacolo, dal dirigente della multinazionale, e dall'operaio, dal professore e dallo studente. Si è sostituito all'abbigliamento differenziato per sesso, quale capo sicuramente unisex. Ha infine superato la diversificazione dell'abbigliamento per culture nazionali per diventare l'abbigliamento trans-nazionale per eccellenza.

#### Lo stile jeanswear

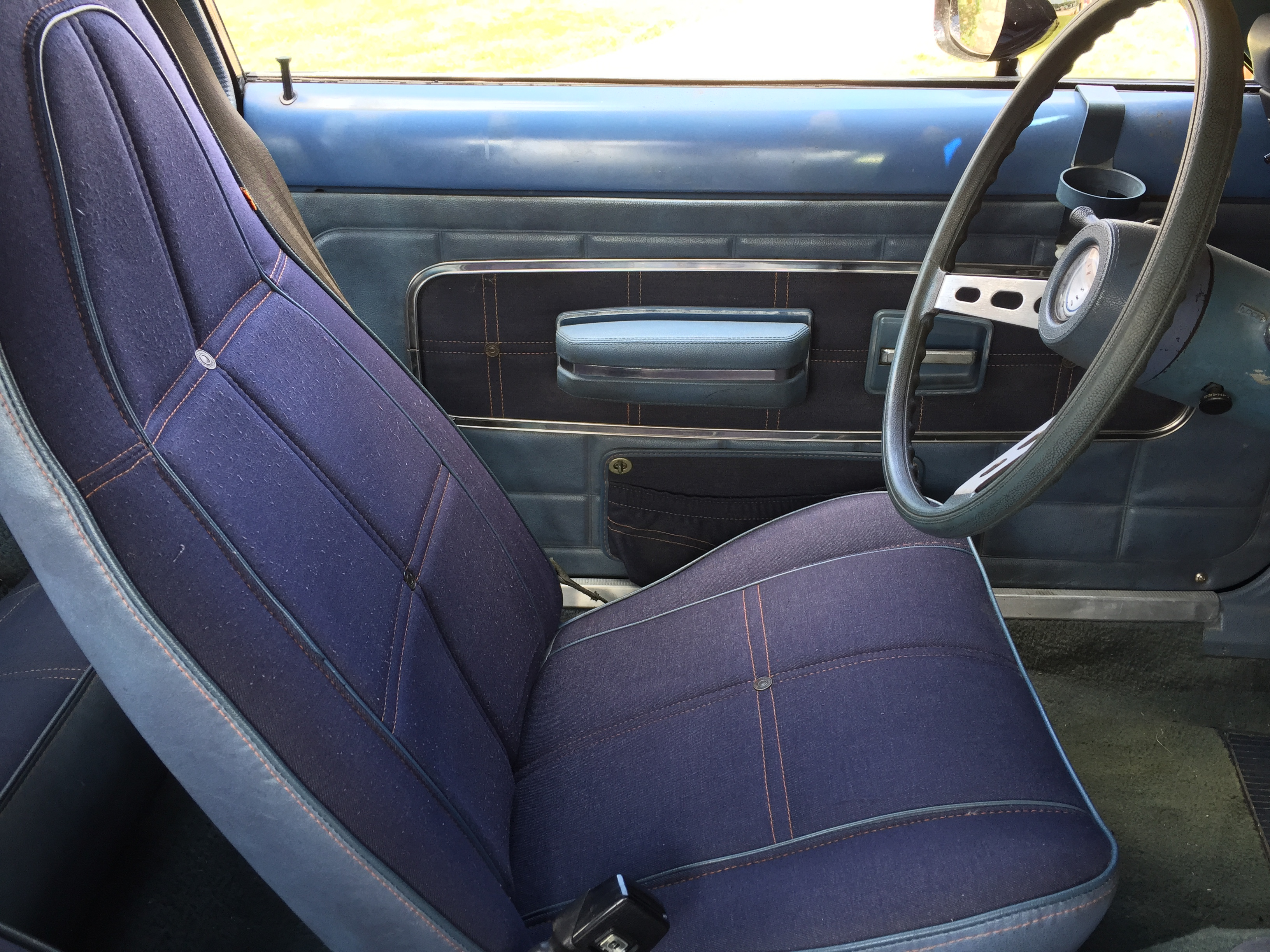
AMC Gremlin con le finiture e la tappezzeria della Levi's

Il jeans è diventato così uno stile d'abbigliamento chiamato "jeansweare": non solo i pantaloni sono jeans, il tessuto denim ora è impiegato per camicie, gonne, giacche, cappelli, borse, scarpe ed ormai è usato anche per oggetti non di abbigliamento, come a partire dal 1973 nelle automobili American Motors nei modelli Gremlin, Hornet, Pacer, Concord, nelle Jeep CJ e nella versione del Maggiolino Jeans.
Il suo colore blue indaco (anche se oggi l'abbigliamento jeans può essere coniugato con molti altri colori) e il tessuto denim (un binomio inscindiblile) sono diventati un marchio caratteristico ed esclusivo che al pari delle "griffes" o dei marchi commerciali più famosi conferisce un significato speciale, quasi mitico ad oggetti normalmente presenti nella comune vita quotidiana.
Le marche con le maggiori vendite in tutto il mondo sono quelle storiche: "Levi's" dell'azienda Levi Strauss & Co., Lee e Wrangler entrambi della Vf Corporation.
Esiste una analogia, un rapporto complementare, tra jeans e t-shirts: queste ultime rappresentano la parte superiore, dalla vita in su, dell'abbigliamento casual, mentre i jeans vestono la parte inferiore del corpo. Le T-shirts possono anche loro essere personalizzate attraverso la stampa o l'iscrizione sul tessuto di slogan, disegni, logos e firme di noti stilisti.

#### Jeans non denim
Oltre ai tradizionali jeans in denim adatti per un uso sportivo ed informale e non per certi usi e circostanze, per le persone che, pur indossando pantaloni di tessuto più pregiato, non vogliono rinunciare al comfort e alla resistenza dei jeans, essendo così liberi nei movimenti senza il rischio di strappi, sono stati creati jeans in tessuto non denim. Essi sono indossati specialmente dalle persone più adulte, in occasioni più formali e di lavoro dove è richiesto un abbigliamento più elegante e sono principalmente in fustagno, in twill, tra cui i chinos, in gabardine e in velluto.

## Il jeans nei musei

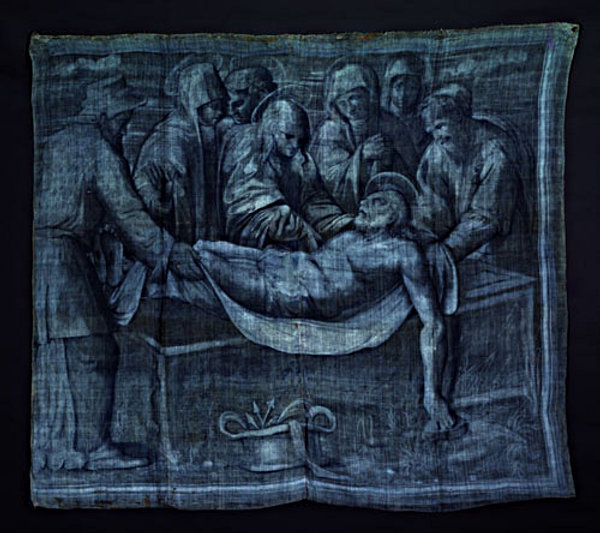
Deposizione su tela jeans, 1538, Museo diocesano di Genova

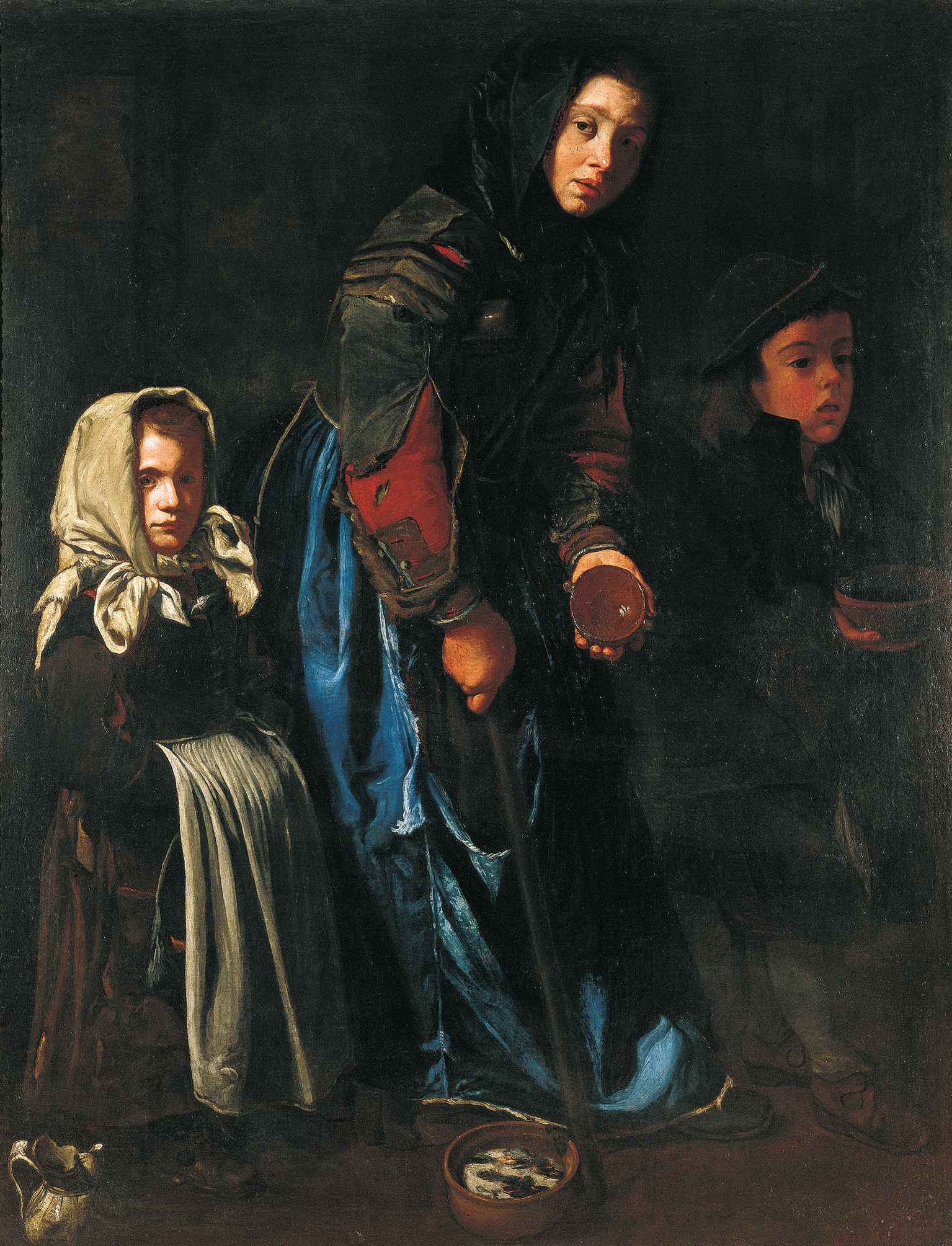
Maestro della tela jeans, Mendicante con due bambini, XVII sec.

Nel "Museo Nazionale di Arti e Tradizioni Popolari" di Roma e nel Museo civico etnografico Giovanni Podenzana di La Spezia sono presenti abiti popolari liguri dei sec. XVIII-XIX.
Nella Galleria nazionale di palazzo Spinola a Genova sono visibili statuine del presepe dello scultore genovese Pasquale Navone e della sua bottega datate alla seconda metà del Settecento raffiguranti pastori abbigliati con capi jeans.
Nel Museo Giannettino Luxoro di Genova Nervi, è conservata una selezione di acquerelli ottocenteschi dell’autore Antonio Pittaluga provenienti dal "Museo Nazionale di Arti e Tradizioni Popolari" di Roma, raffiguranti personaggi maschili e femminili nell’abito tradizionale genovese o di altre località liguri.
Quattordici paramenti sacri raffiguranti storie della Passione di Cristo sono visibili al Museo Diocesano di Genova ("Gesù spogliato e abbeverato di fiele" e "La Deposizione"), dipinte a monocromo, note come tele della Passione databili tra il XVI e il XVII secolo, sono esempi unici di come questa tela sia stata impiegata per la realizzazione di apparati liturgico-devozionali del XVI secolo. Ispirata alla Grande Passione di Albrecht Dürer, l'opera, incominciata nel 1538, è attribuita in parte al pittore Teramo Piaggio; si tratta di tele blu in fibra di lino tinte con l'indaco che gli storici indicano come le antenate dei blue-jeans.
Alla fine del XVII secolo un pittore anonimo detto Maestro della tela jeans rappresenta in ogni suo quadro un personaggio vestito (giacca, gonna, grembiule o pantaloni) di fustagno di Genova.

## Curiosità
- I primi jeans prodotti da Levi Strauss furono di un colore marroncino cachi; una volta terminata questa stoffa, gliene fu spedita una del classico colore blu dei blue jeans.
- Giuseppe Garibaldi, che già era stato un marinaio nella Superba, durante lo sbarco dei mille a Marsala indossò come molti dei suoi garibaldini un paio di "genovesi", oggi conservati a Roma presso il Museo centrale del Risorgimento all'interno del Vittoriano.
- Nella primavera del 1951 il cantante e attore Bing Crosby, che amava i jeans in denim e se ne vestiva nel tempo libero, si presentò, al termine di una battuta di caccia nei boschi della Columbia Britannica, così vestito con un suo amico in un hotel di lusso di Vancouver, per chiedere una camera, ma il portiere obiettò che, presentandosi in jeans, non si poteva pretendere di alloggiare in quell'albergo. Solo grazie a un fattorino, che aveva riconosciuto il crooner più celebre d'America, poté farsi la doccia. L'episodio diventò però di pubblico dominio e il 30 giugno dello stesso anno il cantante ricevette nel proprio ranch di Elko, nel Nevada, in occasione di un rodeo, in omaggio dalla Levi Strauss un tuxedo (cioè uno smoking, come è chiamato in America) doppiopetto confezionato su misura in tessuto denim blu scuro, con risvolti in azzurro. L'etichetta, più grande, cucita all'interno della giacca, diceva: "Tuxedo Levi's. Attenzione: al personale di tutti gli hotel. Questa etichetta garantisce al suo portatore di essere convenientemente ricevuto e registrato, con cordialità e ospitalità, in ogni momento e in qualsiasi condizione. Rilasciato a Bing Crosby. Firmato: l'Associazione degli albergatori americani". Oggi quello smoking è esposto al Northeastern Nevada Museum di Elko.
- In America i jeans sono stati indossati come capo alla moda solo dagli anni '80 in poi. Prima non era consentito andarci al ristorante e venivano indossati solo nei fine settimana come capo sportivo. Il passaggio dei jeans da pantalone da lavoro a prodotto di moda, diventando un prodotto di culto, è stato un evento davvero unico. Sono per molti il simbolo dell'identità dell'America, dell'idea del sogno americano e dei suoi motti come "destino manifesto" e "libertà" e "avventura".[senza fonte]
- Nel capoluogo ligure, a ricordo della nascita del tessuto, nel novembre 2004 è stato disegnato dagli studenti del Liceo Artistico "Nicolò Barabino" e realizzato da quelli dell'Istituto Professionale "Duchessa di Galliera" un pantalone "blu di Genova" di dimensioni da Guinness dei primati, alto 18 metri, confezionato con seicento paia di vecchi jeans ed issato su un'alta gru del porto antico di Genova.